# Волжские коршуны
КАФ «Волжские коршуны» — это российский клуб по американскому футболу из города Волжского Волгоградской области. Являются членами общественной организации Федерации американского футбола Волгоградской области (ОО ФАФВО). С 2013 года участвуют в чемпионате России по американскому футболу. На отборочных этапах выступают в дивизионе «ЮГ» с такими командами, как «Астраханские Гладиаторы», «Ставропольские Камни».
«Волжские коршуны» существуют с 2007 года.